# Acropyga pallida
Acropyga pallida é uma espécie de formiga do gênero Acropyga, pertencente à subfamília Formicinae.